# Histokompatibilitetskomplex
Histokompatibilitetskomplex (engelska: major histocompatibility complex, förkortas MHC) är det område på genomet som innehåller de gener som avgör utseendet hos serologiskt och lymfocytiskt definierade transplantationsantigener, immunsvarsassocierade antigener, samt för immunförsvarsgener, som kodar för de protein som reagerar på antigener.
MHC kan även avse de protein som generna kodar för, och som har som funktion att binda antigen från patogener och presentera dessa på cellytan för T-celler.
Människans MHC-gener kallas HLA (engelska: human leukocyte antigen).